# بسکتبال در المپیک تابستانی ۲۰۰۰
بسکتبال در بازی‌های المپیک تابستانی ۲۰۰۰ نام رویداد ورزش بسکتبال در بازی‌های المپیک تابستانی بود که در سال ۲۰۰۰ برگزار شد.

## جدول مدال‌ها
| رتبه                       | مردان               | مردان | مردان | مردان | زنان                | زنان | زنان | زنان |
| رتبه                       | تیم                 | بازی  | برد   | باخت  | تیم                 | بازی | برد  | باخت |
| -------------------------- | ------------------- | ----- | ----- | ----- | ------------------- | ---- | ---- | ---- |
| 1                          | ایالات متحده آمریکا | ۸     | ۸     | ۰     | ایالات متحده آمریکا | ۸    | ۸    | ۰    |
| 2                          | فرانسه              | ۸     | ۴     | ۴     | استرالیا            | ۸    | ۷    | ۱    |
| 3                          | لیتوانی             | ۸     | ۵     | ۳     | برزیل               | ۸    | ۴    | ۴    |
| ۴                          | استرالیا            | ۸     | ۴     | ۴     | کرهٔ جنوبی           | ۸    | ۴    | ۴    |
| حذف شده در مرحله ۱/۴ نهایی |                     |       |       |       |                     |      |      |      |
| ۵                          | ایتالیا             | ۷     | ۴     | ۳     | فرانسه              | ۷    | ۵    | ۲    |
| ۶                          | یوگسلاوی            | ۷     | ۴     | ۳     | روسیه               | ۷    | ۳    | ۴    |
| ۷                          | کانادا              | ۷     | ۵     | ۲     | اسلواکی             | ۷    | ۳    | ۴    |
| ۸                          | روسیه               | ۷     | ۳     | ۴     | لهستان              | ۷    | ۳    | ۴    |
| رده بندی مکان نهم          |                     |       |       |       |                     |      |      |      |
| ۹                          | اسپانیا             | ۶     | ۲     | ۴     | کوبا                | ۶    | ۲    | ۴    |
| ۱۰                         | چین                 | ۶     | ۲     | ۴     | کانادا              | ۶    | ۲    | ۴    |
| رده بندی مکان یازدهم       |                     |       |       |       |                     |      |      |      |
| ۱۱                         | نیوزیلند            | ۶     | ۱     | ۵     | نیوزیلند            | ۶    | ۱    | ۵    |
| ۱۲                         | آنگولا              | ۶     | ۰     | ۶     | سنگال               | ۶    | ۰    | ۶    |